# فرودگاه کژیون
فرودگاه کژیون (به انگلیسی: Cadjehoun Airport) (به زبان بومی: Cotonou Cadjehoun Airport) یک فرودگاه با کد یاتا COO است که یک باند فرود آسفالت دارد و طول باند آن ۲۴۰۰ متر است. این فرودگاه در شهر کوتونو کشور بنین قرار دارد و در ارتفاع ۶ متری از سطح دریا واقع شده‌است.

## شرکت‌های هواپیمایی و مقصدهای پروازی

### مسافری
| شرکت‌های هواپیمایی           | مقصدهای پروازی                  |
| --------------------------- | ------------------------------- |
| ایر بورکینا                 | لومه-توکین، آواگادوگو           |
| ایر ساحل عاج                | پورت بوئت، کوتوکا، لیبرویله     |
| ایر فرانس                   | شارل دوگل پاریس                 |
| آریک ایر                    | دوالا، مرتلا محمد               |
| خطوط هوایی آسکی             | لومه-توکین، آواگادوگو           |
| بروکسل ایرلاینز             | بروکسل                          |
| کام‌ایر-کو                   | دوالا، مرتلا محمد               |
| خطوط هوایی بین قاره ای سیبا | لئوپولد سدار سنگور، مالابو      |
| COTAIR                      | پاراکو                          |
| خطوط هوایی کرونوس           | مالابو                          |
| هواپیمایی اتیوپی            | بوول                            |
| کنیا ایرویز                 | جومو کنیاتا                     |
| هواپیمایی پادشاهی مراکش     | محمد پنجم                       |
| رواندایر                    | کیگالی، لیبرویله                |
| هواپیمایی آفریقای جنوبی     | اولیور تامبو، پوانت نوار        |
| ترنس ایر کنگو               | مایا-مایا، پوانت نوار، لیبرویله |
| ترکیش ایرلاینز              | آتاترک                          |

### باری
| شرکت‌های هواپیمایی | مقصدهای پروازی       |
| ----------------- | -------------------- |
| هواپیمایی متفقین  | مرتلا محمد، لیبرویله |
| ایر فرانس         | شارل دوگل پاریس      |